# Holothrix socotrana
Holothrix socotrana là một loài thực vật thuộc họ Orchidaceae. Đây là loài đặc hữu của Yemen. Môi trường sống tự nhiên của chúng là rừng khô nhiệt đới hoặc cận nhiệt đới.